# Defense Acquisition University
La Defense Acquisition University (DAU) è la struttura accademica degli Stati Uniti d'America preposta alla formazione del personale civile e militare che provvede agli appalti e commesse del sistema di difesa americano. Esso è interposto tra l’industria privata della difesa statunitense e il mondo militare USA (Dipartimento di stato – Pentagono - e esercito). Garantisce le forniture militari all’imponente apparato bellico dell’esercito più forte del mondo, la manutenzione degli impianti militari e nucleari e i rifornimenti (armi, munizioni e equipaggiamenti) del personale militare.